# Mama-licious
mama-licious er et dansk tøjmærke, der laver ventetøj under samme navn. mama-licious produceres af den jyske tøjkoncern Bestseller.
Mærket mama-licious blev introduceret af Bestseller i 2005. 